# Cesare Pascoletti
Cesare Pascoletti (Povoletto, 1º dicembre 1898 – Roma, 26 giugno 1986) è stato un ingegnere italiano.

## Biografia
Nacque da Francesco, veterinario, e da Ida Dreossi, maestra elementare.
Nel 1917 si trasferi a Torino dove si laureò, negli anni successivi, in Ingegneria civile presso il Politecnico di Torino.
Iniziò la propria attività professionale a Udine dove, tra il 1925 e il 1929, progettò e costruì per la facoltosa famiglia Della Giovanna, di Buja, una villa secondo un linguaggio architettonico neogotico interpretato in chiave moderna.
Successivamente realizzò con lo stesso linguaggio architettonico, a Livorno, Villa Baiocchi.
Nel 1927 si trasferì a Roma dove si affermò per la realizzazione di notevoli opere, collaborando in particolar modo con il celebre architetto Marcello Piacentini nelle trasformazioni urbanistiche degli anni trenta. Fra queste è da annoverare l'abbattimento della spina edilizia di borgo San Pietro con la realizzazione della famosa Via della Conciliazione, che riprendeva un vecchio progetto del Bramante per collegare la Basilica di San Pietro con Castel Sant'Angelo.
Nel 1936 il banchiere Arturo Osio gli conferì l'incarico di progettare a Roma la villa denominata Casa del Jazz, che portò a compimento nel 1939.
Ebbe posti di rilievo nella commissione edilizia del Comune, nell'Istituto Nazionale di Urbanistica e come membro dell'Accademia Clementina di Bologna (Accademia di belle arti di Bologna).

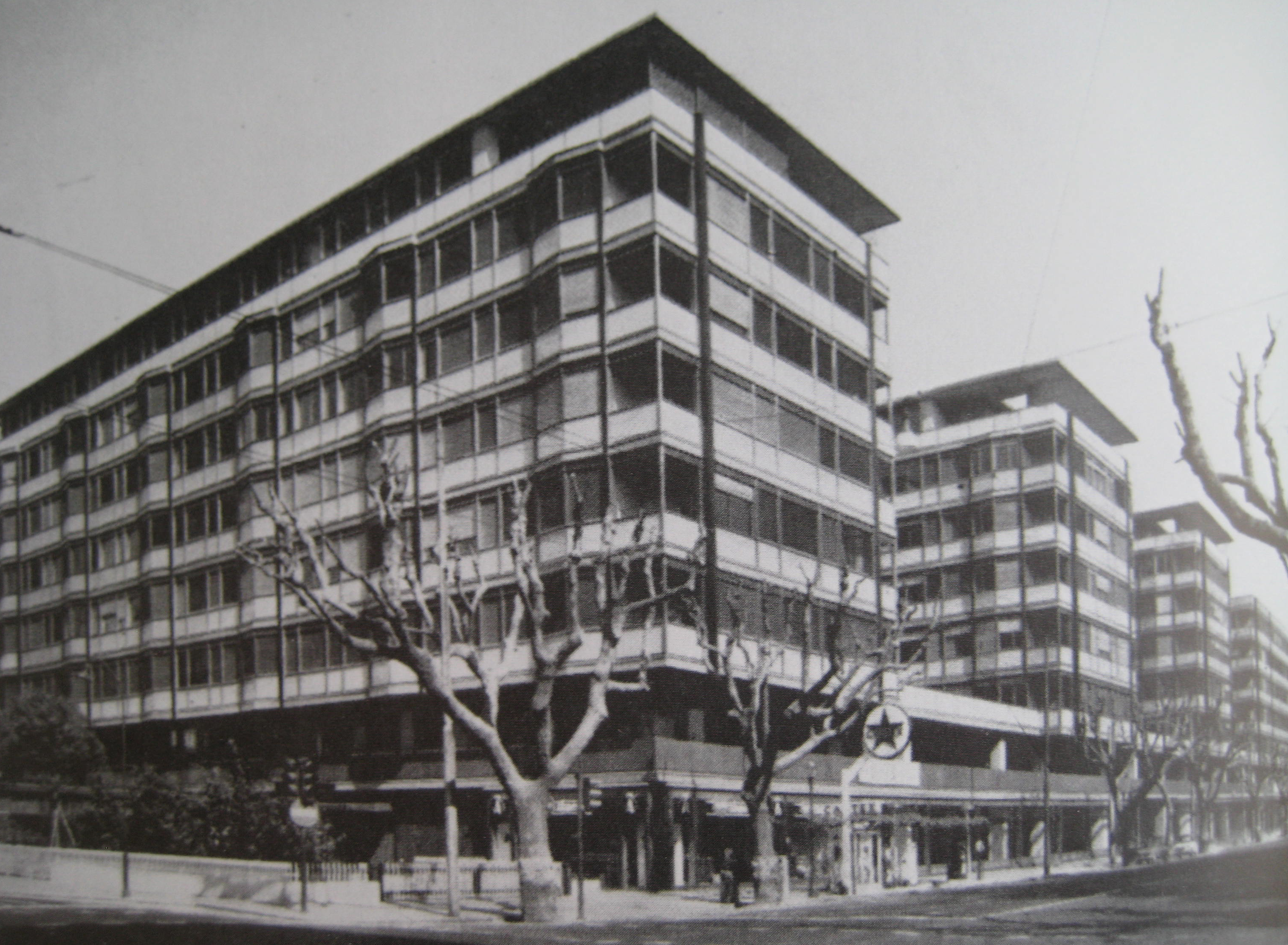
Il complesso residenziale della Società Monte Amiata di viale Regina Margherita in Roma, nel 1964

Realizzò molte opere, fra le quali: il Ponte Testaccio a Roma; la piazza ed il  Museo della civiltà romana  all'EUR; il palazzo comunale di Pesaro; in collaborazione con l'architetto Della Mea, gli uffici finanziari a Udine; il Seminario Arcivescovile di Udine; la sede FIAT di v.le Manzoni, il centro residenziale/commerciale di p.zza della Balduina ed il complesso della società “Monte Amiata” a Roma; l'Istituto tecnico “Zanon” ed il Liceo “Marinelli” a Udine, nonché alcune sedi per la Banca Nazionale del Lavoro fra cui si annovera il palazzo per la sede di Bari in via Dante Alighieri, della Banca d'Italia, del Banco di Sicilia, delle Casse di Risparmio di Genova, Milano e Terni ed altre sedi di banche.

## Riconoscimenti
- 1º Premio per il concorso di progettazione delle Preture al Nomentano, Roma;
- 1º Premio per il concorso di progettazione del nuovo Palazzo del Parlamento italiano, Roma;
- 2º Premio per il concorso di progettazione della stazione ferroviaria di Venezia;
- 2º Premio per il concorso di progettazione della stazione ferroviaria di Firenze;
- Premio “Giovanni da Udine, presenza friulana a Roma e nel Lazio”, Roma, 1979;
- Il Comune di Roma nella toponomastica ha dedicato una strada a Cesare Pascoletti.